# Ferdo Grospić
Ferdo Grospić (Gospić, 13. prosinca 1893. – Zagreb, 17. listopada 1983.), hrvatski liječnik, kirurg i jedan od pionira hrvatske ortopedije

## Životopis
Rođen u Gospiću. Otac Ferdo bio je županijski fizik u Gospiću. Sin Ferdo je u Gospiću je 1912. završio gimnaziju. Pošao je u Austriju na studij medicine. Počeo je u Innsbrucku, a završio u Češkoj 1920., u Pragu. Poslije studija vratio se u Hrvatsku. Specijalizirao kirurgiju. Od 1920. do 1922. radio je u nekoliko bolnica u Hrvatskoj. U zagrebačkoj Zakladnoj bolnici radio je na kirurškom odjelu zagrebačke Zakladne bolnice, a potom u bolnicama u Pakracu i Ogulinu, u kojima je bio i ravnateljem. U Zagrebu od 1924. asistent Ortopedske bolnice na Sv. Duhu. Od 1931. vodi Ortopedski odjel u Zagrebu u Zakladnoj bolnici. Predstojnik je Ortopedske klinike u Zagrebu 1946-64. godine, nakon umirovljenja dr Božidara Špišića, začetnika te struke u hrvatskoj medicini, kod kojega je specijalizirao ortopediju. Na Medicinskom fakultetu redovni profesor od 1948. godine.
S već specijaliziranom kirurgijom imao je znanja za ići korak ispred konzervativnih ortopedskih metoda liječenja Špišićeve škole, pa je uveo kirurške metode liječenja u ortopediju. Po tome je u hrvatskoj medicini važan kao pionir nekih ortopedskih operativnih zahvata. To su osteosinteza te plastika kuka i lakta. Osobiti djelovi tijela kojima se bavio bili su koljeno i kuk. Za kuk je iznašao vlastitu metodu operacije prirođenog iščašenja kuka, a kod koljena bavio se ozljedama meniska, na kojima je habilitirao radom 1947. godine.
Pisao članke za Liječnički vjesnik, Medicinski pregled, Acta chirurgica, češke, francuske, talijanske i švicarske medicinske časopise. Suosnivač i glavni urednik časopisa Acta chirurgica Iugoslavica.
Usavršavao se u Parizu, Beču i New Yorku.
Osnivao je Jugoslavensko ortopedsko društvo 1932. Kao češki student, u zajednici s čehoslovačkim ortopedskim društvom suorganizirao je I. ortopedski kongres u Zagrebu. Osnovao Ortopedsku sekciju Zbora liječnika Hrvatske 1958. kojoj je bio prvi predsjednik. Inicirao je 1960. osnivanje Udruženja ortopeda i traumatologa Jugoslavije kojemu predsjedava već od 1962. godine.